# كينغس باونتي
كينغس باونتي (بالإنجليزية: King's Bounty)‏ هي لعبة فيديو وحاسوب تم تصميمها من قبل جون فان كانيغهام وقد تم إنتاجها من قبل شركة نيو ورلد كومبيوتنغ في سنة 1990 لأجهزة دوس وكومودور 64 وأميغا وميجا درايف، اللعبة تدور قصتها حول الملك ماكسيموس وألذي تكون بيده قوات ليحاول غزو عالمه.